# Perenjori
Perenjori – miasto w Australii, w stanie Australia Zachodnia.